# Alfred Ephraim Hunt
Pour les articles homonymes, voir Hunt.
Alfred Ephraim Hunt est un métallurgiste et industriel américain. Il est connu pour la création de la société qui allait devenir l'Alcoa, le plus grand producteur et distributeur de l'aluminium.

## Biographie

### Jeunesse
Hunt est originaire de la Nouvelle-Angleterre et est diplômé du Massachusetts Institute of Technology en 1876, avec une spécialisation en métallurgie et dans les mines. Il a d'abord travaillé en Nouvelle-Angleterre, d'abord avec la Bay State Ironworks à Boston, qui a été le premier haut-fourneau à utiliser le procédé Martin-Siemens aux États-Unis d'Amérique. Ensuite, il irait à la Nashua Iron & Steel Company à Nashua, au New Hampshire. 
Sa carrière l’emmène à Pittsburgh faire les travaux métallurgiques pour la Pittsburgh Testing Laboratory, de qui il a acquis en partenariat avec un jeune chimiste, George Hubbard Clapp, en 1887. Il y travaille en 1888, lorsque sa connaissance Romaine C. Cole, lui faut rencontré un jeune diplômé de trois ans de l'Oberlin College.

### Fondation de l'Alcoa
Quand Alfred E. Hunt prit conscience du brevet accordé deux ans plus tôt à Charles Martin Hall sur un procédé de séparation de l'oxyde d'aluminium en aluminium au moyen d'électrolyse, il est devenu très intéressé. Si l'aluminium est le plus commun élément métallique dans la croûte de la Terre à environ 8%, il reste très rare dans sa forme libre. Au moment de cette réunion, en 1888, le prix de l'aluminium était de 4,86 $ par livre. Cela fait qu'il est strictement un « métal de laboratoire » avec peu d'usage commercial et industriel.
Le processus de production de l'aluminium par électrolyse découvert par Hall, aussi appelé procédé Hall-Héroult en raison de sa découverte quasi simultanée par Paul Héroult, a fourni un bon marché et facile pour extraire l'aluminium pur. Hunt s'est rendu compte qu'il pouvait créer un marché de ce métal et le contrôler à l'aide du brevet sur le procédé d'extraction.
En collaboration avec Charles Hall et un groupe de cinq autres personnes, dont son partenaire de la Pittsburgh Testing Laboratory, George Hubbard Clapp, son chimiste en chef, W.S. Sample, Howard Lash, à la tête de la Carbon Steel Company, Millard Hunsiker, directeur des ventes pour la Carbon Steel Company, et Robert Scott, surintendant d'usine pour la Carnegie Steel Company, Hunt a récolté 20 000 $ pour lancer le Pittsburgh Reduction Company qui fut plus tard renommé Aluminium Company of America mieux connu sous le nom d'Alcoa.
Pittsburgh Reduction Company a été en mesure de produire de l'aluminium dans des quantités sans précédent. Le prix de l'aluminium a chuté rapidement à partir de 4,86 $ la livre à 0,70 $ la livre. Hunt a été le premier président de la jeune entreprise entre 1888 à 1899 et en identifia les marchés pour le métal allant de matériaux pour les câbles électriques à la batterie de cuisine. Alcoa est devenu et reste le plus grand producteur mondial d'aluminium.

### Fin de vie
Avec le déclenchement de la Guerre hispano-américaine, Hunt a aidé à organiser la Batterie B, une division de cavalerie de la Pennsylvania National Guard, et a été élu comme premier capitaine. Il a combattu sur le théâtre portoricain. Il est rentré de la guerre en 1898 et mort un an plus tard, à la suite de complications dues au paludisme qu'il avait contracté durant la guerre.